# Roofman
Pour plus de détails, voir Fiche technique et Distribution.
Roofman est un film américain co-écrit et réalisé par Derek Cianfrance, dont la sortie est prévue en 2025.
Il s'inspire de l'histoire vraie de Jeffrey Manchester, un braqueur de restaurants McDonald's, qui a vécu dans un Toys "R" Us pendant 6 mois. Le film sera présenté au festival international du film de Toronto 2025.

## Synopsis
Ancien membre de l'United States Army Reserve, Jeffrey Manchester est un père de famille en difficulté. Désespéré, il se met à braquer des restaurants McDonald's en perforant des trous sur leurs toits. Cet méthode lui vaudra le surnom de « Roofman ». Après s’être évadé de prison, il commence une nouvelle vie en se cachant dans un magasin de jouets Toys “R” Us puis tombe amoureux d’une mère célibataire et décidé d'aller vivre avec elle et ses deux filles. Cependant, son passé criminel ressurgit lorsqu'il a l'idée un dernier braquage. Ce qui risque de détruire ses chances de rédemption.

## Fiche technique
Sauf indication contraire, les informations mentionnées dans cette section peuvent être confirmées par la base de données cinématographiques IMDb,  présente dans la section « Liens externes ».
- Titre original : Roofman
- Réalisation : Derek Cianfrance
- Scénario : Derek Cianfrance et Kit Gunn
- Musique : N/A
- Direction artistique : Shawn D. Bronson
- Décors : N/A
- Costumes : N/A
- Montage : N/A
- Photographie : Andrij Parekh
- Production : Lynette Howell Taylor, Alex Orlovsky, Jamie Patricof et Dylan Sellers
  - Production exécutive : Charles M. Barsamian, Derek Cianfrance, Rick Covert, Jonathan Glickman, Jonathan Montepare, Chris Parker, Jack Selby, Becky Sloviter et Thom Zaira
- Société de production : 51 Entertainment, Hunting Lane Films et Limelight
- Sociétés de distribution : Miramax et Paramount Pictures
- Pays de production :  États-Unis
- Langue originale : anglais
- Genre : policier, casse, thriller, drame, biographique
- Dates de sortie[1] : Dates sujettes à modification
  - Canada : septembre 2025 (festival de Toronto)
  - États-Unis : 3 octobre 2025

## Distribution
- Channing Tatum : Jeffrey Manchester (en)
- Kirsten Dunst : Leigh Waincott
- Peter Dinklage
- Juno Temple
- Ben Mendelsohn
- Lakeith Stanfield
- Emory Cohen
- Tony Revolori
- Uzo Aduba
- Melonie Diaz
- Molly Price
- Lily Collias
- Michael Harding : Dean Woods

## Production

### Genèse et développement
En février 2024, Derek Cianfrance annonce que son prochain film sera un thriller policier intitulé Roofman.

### Attribution des rôles
Une fois le projet annoncé, Channing Tatum est engagé pour interpréter le rôle principal.
Le 1er octobre 2024, Kirsten Dunst rejoint le film. Elle est rejointe peu après par Peter Dinklage.
Le 31 octobre 2024, la distribution se complète avec les arrivées de Juno Temple, Ben Mendelsohn, Emory Cohen, Lakeith Stanfield, Melonie Diaz, Uzo Aduba et Molly Price. Par ailleurs, Ben Mendelsohn et Emory Cohen retrouvent Derek Cianfrance pour la seconde fois après The Place Beyond the Pines.

### Tournage
Le tournage débute en octobre 2024 en Caroline du Nord, dans la ville de Gastonia. Les prises de vues se dérouleront jusqu'à la fin de l'année.

## Sortie
La sortie américaine de Roofman est fixée au 3 octobre 2025, mais a été décalée au 10 octobre 2025.